# Limnophilomyia abnormalis
Limnophilomyia abnormalis är en tvåvingeart som beskrevs av Alexander 1964. Limnophilomyia abnormalis ingår i släktet Limnophilomyia och familjen småharkrankar. Inga underarter finns listade i Catalogue of Life.